# 技術デモンストレーション
技術デモンストレーション（ぎじゅつデモンストレーション、英: technology demonstration）とは、製品のアイデア、性能、原理、機能の紹介を第一の目的に組み立てられた、製品の試作品、大まかなサンプル、不完全な段階にあるものを指す。
略して技術デモ（ぎじゅつデモ、英: tech demo）ともいう。
これらは（製品で）採用した手法の有効性を、投資家、共同事業者、報道関係者、潜在的顧客に対してデモンストレーションし、納得させるため用いられる。
コンピュータ技術デモは、デモシーンのデモとは別物である。後者は、しばしば新しいソフトウェア技術のデモンストレーションに用いられはするが、スタンドアローンコンピュータを使ったコンピュータアートを指す。

## まやかし
技術デモが只の間に合わせだったり、完全なでっち上げと判明することが時々ある。例として以下のようなものがある。
- 点滅するLEDをとりつけただけの空のケース（ドンガラ、ハリボテ）を製品として提示する。
- インターネットサービス品質ソフトウェアのデモを、手動でトラフィック調整したLAN上で行なう。
- 際立って高品質なモデリングやレンダリングを事前に施した動画・静止画を、実際のゲーム画面と称して提示する。